# Балка Полтавська
Ба́лка Полта́вська(рос. Б. Полтавская; б. Полтавская) — балка (річка) в Україні у Красноградській міській громаді Берестинського району Харківської області. Права притока річки Берестової (басейн Чорного моря).

## Опис
Довжина балки приблизно 6,58 км, найкоротша відстань між витоком і гирлом — 8,07 км, коефіцієнт звивистості річки — 1,65. Формується декількома балками та загатами. На деяких ділянках балка пересихає.

## Розташування
Бере початок на південному заході від селища Покровське. Тече переважно на південний схід і на південно-західній околиці села Іванівське впадає в річку Берестову, праву притоку річки Орелі.

## Притоки
- Балка Гнила — ліва притока, протікає через селище Покровське.

## Цікаві факти
- У пригирловій частині річку перетинає автошлях М29[3] (автомобільний шлях міжнародного значення в Україні, що є частиною Європейського маршруту E105. Проходить територією Харківської та Дніпропетровської областей. Загальна довжина — 163,8 км.).
- У минулому столітті на балці у селі Покровське існувала 1 газова свердловина[2].